# Полай Кампос, Виктор
Ви́ктор Пола́й Ка́мпос (исп. Víctor Polay Campos; род. 6 апреля 1951) — перуанский революционер, один из основателей и руководителей Революционного движения имени Тупака Амару. Содержался в одной тюрьме с Абимаэлем Гусманом, пока последний не умер.

## Биография
Он был арестован в 1992 году. В 1997 году Комитет ООН по правам человека установил, что обстоятельства его судебного разбирательства и содержания под стражей нарушили статьи 7, 10 и 14 МПГПП.
22 марта 2006 года перуанский суд признал его виновным почти в 30 преступлениях, совершенных в конце 1980-х и начале 1990-х годов, и приговорил к 32 годам тюремного заключения.

## Семья
Полай был сыном Виктора Полай-Риско, который был частью поколения основателей перуанской партии "Априста". Полай-Риско наполовину китаец, его отец, По Лейсен, был китайским кули, приехавшим работать на плантации сахарного тростника Трухильо.